# Ambrosio Lucas Gioja
Ambrosio Lucas Gioja (1912-1971) fue un abogado, y catedrático argentino, titular de la cátedra Filosofía del Derecho en la Facultad de Derecho y Ciencias Sociales de la Universidad de Buenos Aires. Fue uno de los filósofos del derecho más notables.

## Trayectoria
Dedicó su vida a la enseñanza y fue el más prolífico maestro que tuvo la disciplina jusfilosófica, porque sembró vocaciones y alentó a varias generaciones hacia la investigación y la docencia. Muchos alcanzaron lugares destacadísimos en el ámbito académico nacional e internacional. A partir de 1956, Gioja sucedió a Carlos Cossio, otro gran maestro de la filosofía jurídica argentina, de quien fue uno de sus más destacados discípulos, en el Instituto de Filosofía del Derecho de la Universidad de Buenos Aires. Desde su dirección fue responsable del gran auge que se produjo en los estudios teóricos del derecho argentino, también impulsó las grandes transformaciones pedagógicas concretadas en la Facultad de Derecho (UBA). Su muy prestigiada cátedra, se tornó modelo e inspiración, sus clases se distinguían por la dinámica que era capaz de imprimirles no sólo en el despliegue de su saber erudito, sino también por la capacidad de comunicar y de promover actitudes participativas y reflexivas en sus interlocutores. Siendo un hombre de fuertes convicciones personales, fue al mismo tiempo tolerante y abierto a la crítica, al disenso respetuoso y el pluralismo democrático. Se decía “ágrafo” pues no era afecto a la escritura. Sin embargo, los que lo han escucharlo, en sus clases, conferencias, reuniones científicas, no han podido olvidar la fuerza envolvente de su magisterio oral, muy parcialmente reflejado en su obra escrita que, de cualquier forma, posee el rigor y la profundidad que eran propias de su versátil y profunda inteligencia. Su formación filosófica era exhaustiva, minuciosa y plural. Estudió durante muchos años la obra de Kant, de Husserl y de Kelsen, formando a muchas generaciones de juristas en el conocimiento meticuloso de este último a quien tenía por el jurista más importante del siglo XX, y aceptó el desafío de sus más jóvenes discípulos para ingresar, siendo un hombre ya formado, en los complejos vericuetos de la filosofía analítica y de las lógicas deónticas, que enseñó con destacado brillo.

## Algunas publicaciones
Su obra publicada está basada en ensayos, artículos, conferencias, etcétera. Y, por las razones ya expresadas, es discontinua y poco sistemática y, apenas se acerca a la compleja vastedad de su pensamiento:
1938. Tres cuestiones sobre la Filosofía del Derecho. Buenos Aires: primer trabajo publicado por el autor.
1944. La interpretación de la ley. Buenos Aires: publicado por el autor.
1945. Kant y el derecho. Buenos Aires: Facultad de Derecho y Ciencias Sociales. Tesis doctoral de 1944.
1945. La arquitectónica del conocimiento jurídico. Edición del Autor. Monografía presentada para optar a la adscripción en Filosofía 
del derecho en la Facultad de Ciencias Sociales de la Universidad de la Plata.
1946. Prólogo de: Kelsen, Hans. La paz por medio del derecho. Buenos Aires: Amorrortu.
1949. El tema de la teoría pura del derecho. En: La Ley N.º 54/1949, p. 951.
1950. Lógica formal y lógica jurídica. En: La Ley N.º 58, p. 1046.
1951. El mandato y la expresión significativa. Buenos Aires: Amorrortu. 28 p.
1951. La interpretación de la ley. Buenos Aires: Amorrortu.
1952. Estructura lógica de la norma para E. Husserl. En: Ideas y valores: revista de la Facultad de Filosofía y Letras de Universidad Nacional. Bogotá, N.º 3-4.
1952. La norma general y la norma individual (acotaciones fenomenológicas a un trabajo de Sebastián Soler). En: La Ley N.º 67, p. 889.
1951-1953. Discussion Sebastian Soler on judicial values. En: Philosophy and phenomenological research, vol. 13, pp. 554
1953. El ser del derecho positivo. En: La Ley N.º 70/1953, p. 886.
1953. La distinción entre lo real y lo irreal en E. Husserl. En: Semirrecta N.º 5.
1954. Acerca de la problemática de la teoría pura del derecho. En: Oesterreichische Zeitschrift für öffentliches Recht, Tº VI, pp. 250-257.
1954. El postulado jurídico y su naturaleza sintética a priori. En: Revista del Colegio de Abogados de Buenos Aires N.º 1.
1954. El postulado jurídico de la prohibición. Buenos Aires: Librería Jurídica Abeledo.
1954. ¿ Corresponde incluir en el Plan de estudio de las Escuelas de Abogacía, materias filosóficas?. Ponencia de la 8.ª Conferencia Interamericana de Abogados, San Pablo- BR, marzo de 1954. En: Revista del Colegio de Abogados de Buenos Aires N° 2.
1956-1957. La costumbre jurídica como un hecho. En: Revista de Derecho y Ciencias Sociales. Buenos Aires: Centro de derecho, ciencias sociales, p. 52.
1957. Algunas ideas para una teoría sobre la "construcción jurídica". En: Estudios jurídicos en homenaje al Profesor Enrique Martínez Paz. Buenos Aires: Perrot.
1957. El desuso en el derecho. En: Revista Jurídica de Buenos Aires, vol. 2, pp. 135-144
1959. La jurisdicción obligatoria. En: Revista Jurídica de Buenos Aires, vol. 4, pp. 131-140.
1959. La actividad ejecutiva. En: Lecciones y ensayos, vol. 14 pp. 43-48.
1960-1961. La validez en el derecho. En: Revista de Derecho y Ciencias Sociales. Buenos Aires: Centro de derecho, ciencias sociales, N.º 7-8.
1961. Humanismo y derecho. En: Revista de la Universidad de Buenos Aires, julio-set/1961, p. 510.
1962. Aprendizaje y enseñanza universitaria. En: Obligaciones p. 132: revista de la Cátedra de Obligaciones de Buenos Aires y del Seminario Obligaciones y Contratos de Montevideo.
1962. La ciencia jurídica positiva y el iusnaturalismo. En: Revista jurídica de Buenos Aires vol. 4, pp. 95-116.
1964. El mandato obligatorio. En: Law, State and international legal order: essays in honor of Hans Kelsen. USA: The University of Tennessee Press Knoxville.
1964. Von Wright y la derogación. En: Notas de Filosofía del Derecho
1964. Comentario sobre “The blue book” de L. Wittgenstein. En: Notas de Filosofía del Derecho N° 1, revista del Instituto de Filosofía del Derecho y Sociología de la Universidad de Buenos Aires.
1964. Sintaxis. Bajo el seudónimo de Rufino Núñez Achával. En: Notas de Filosofía del Derecho N° 3, revista del Instituto de Filosofía del Derecho y Sociología de la Universidad de Buenos Aires.
1964. La norma fundamental. En: Notas de Filosofía del Derecho N° 5, revista del Instituto de Filosofía del Derecho y Sociología de la Universidad de Buenos Aires.
1965. Foundations of the moral person. En: Archiv für reschts und sozialphilosopie N° 41.
1970. Reflexiones sobre el aprender. En: Estudios en homenaje al Profesor Luis Jiménez de Asúa. Buenos Aires: Pannedille.
1973. " Aspectos generales del conocimiento filosófico. El conocimiento científico y la ciencia del derecho”; "Valores y valoraciones sobre conductas”; "Conflictos": "La costumbre jurídica" e "Ideas". Manuscritos temáticos en: Entelman, Ricardo (Comp. y Pról.), Ambrosio L. Gioja: ideas para una filosofía del derecho. Buenos Aires: Sucesión A. L. Gioja, Tomo II.

## Fuente
1973. Entelman, Ricardo. (comp. y prólogo.). Ambrosio L. Gioja: ideas para una filosofía del derecho. Tº I - II. Buenos Aires: Sucesión Ambrosio L. Gioja. 
- Datos: Q5672197